# Blīdenes pagasts
Blīdenes pagasts er en territorial enhed i Brocēnu novads i Letland. Pagasten havde 929 indbyggere i 2010 og omfatter et areal på 138 kvadratkilometer. Hovedbyen i pagasten er Blīdene.